# Blue moon (中川翔子の曲)
「blue moon」（ブルームーン）は、中川翔子の19枚目のシングル。2018年11月28日にSony Recordsから発売された。

## 概要
前作から約3年半ぶり、コラボレーションシングルを含めると「無限∞ブランノワール」から3年1か月ぶりのシングル。また、中川にとっては平成時代最後のCDリリースとなる。
表題曲「blue moon」は、2018年10月よりTVアニメ『ゾイドワイルド』（毎日放送制作、TBS系列）の2クール目のエンディングテーマとして起用されている。10月6日から先行配信された。
仕様は初回生産限定盤（CD+DVD+付属品/デジパック/三方背BOX、SRCL-9955/7）・通常盤 (SRCL-9958) の2形態で発売され、初回生産限定盤の付属品には中川がプロデュースするブランド「mmts」のバンダナ（3種ランダム）が封入されている。
カップリングの「ミスター・ダーリン」は2018年11月7日に発売された「CHiCO with HoneyWorks meets 中川翔子」の表題曲のセルフカバー。
10月5日の大阪から「ラッキームーンツアー」と題し全国でリリースイベントを行った。

## 収録曲
CD
1. blue moon [4:16]
作詞 - 中川翔子、meg rock / 作曲・編曲 - 加賀山長志
  - TVアニメ『ゾイドワイルド』エンディングテーマ
2. Heavy Girl [3:27]
作詞 - 根本宗子 / 作曲・編曲 - koshin
3. ミスター・ダーリン [4:07]
作詞・作曲・編曲 - HoneyWorks
4. blue moon -Instrumental- [4:16]
5. Heavy Girl  -Instrumental- [3:25]

DVD
1. 「blue moon」Music Video
2. 「Heavy Girl」Music Video
3. 「blue moon」Music Video Making
4. 「Heavy Girl」Music Video Making
5. Shoko Nakagawa Interview in LA 〜10年ぶりのLAで語る、これまでとこれから〜